# Baryphas woodi
Baryphas woodi là một loài nhện trong họ Salticidae.
Loài này thuộc chi Baryphas. Baryphas woodi được Elizabeth Maria Gifford Peckham & George William Peckham miêu tả năm 1902.